# Maratus volans
La araña pavo real (Maratus volans) es una especie de araña araneomorfa de la familia de los saltícidos que habita en Australia (en el estado de Queensland, Nueva Gales del Sur y Tasmania) y en Nueva Guinea Occidental.
Esta especie fue descrita formalmente por primera vez por Octavio Pickard-Cambridge en 1874, quien le había asignado el nombre binomial Salticus volans, que luego fue cambiado por Marek Zabka en 1991. En su primera descripción sobre esta especie, Octavio Pickard-Cambridge dijo (en inglés): "es difícil de describir adecuadamente la gran belleza de la coloración de esta araña".
Esta especie es la más popular de entre todas las especies del género Maratus, tanto que a esta especie se le conoce con el nombre común de "araña pavoreal", nombre usado para todas las arañas del género Maratus. A pesar de que todas tienen el mismo ritual, la diferencia está entre la belleza y colores de sus "alas".

## Descripción
El macho y la hembra miden tan solo 5 mm de longitud del cuerpo.
La parte frontal del pecho (o cefalotórax) es normalmente de color marrón oscuro con franjas rojas y verdes de la parte superior del abdomen y estampados con rayas algo anchas de color azul y marrón. Al igual que el pavo real (de ahí su nombre), los machos de esta especie están dotados de fuertes tonos amarillo, azul y naranja en lo que es una especie de aleta que tiene en su abdomen. Los machos al momento de cortejar a una hembra extienden sus "alas", al igual que el ave. Sus colores también les sirven para camuflarse en el momento indicado.
Los vellos de su cuerpo, patas y puntas de sus aletas son de un color blanco.
Antes se creía que esa aleta era para ayudar a la araña a planear al momento de saltar, por eso al comienzo era llamada "Araña deslizante", pero luego se descubrió su verdadera función.
La hembra tiene casi el mismo tamaño que el macho (5 mm). Las hembras y los jóvenes son de color marrón con algunas manchas negras, no tienen los fuertes colores del macho adulto.

## Cortejo y apareamiento
La época de apareamiento es entre el mes de septiembre y el mes de noviembre.
Los machos dejan expuesto su abdomen mostrándose a la hembra en su atractivo colorido, agitándolo en frente de ella. Levantan sus patas en una posición que da la impresión de que van atacar, pero en realidad están cortejando a la hembra. Mientras se dan unos pequeños golpes en el estómago.
Las hembras estudian cuidadosamente los dibujos, las vibraciones y movimientos ("baile de cortejo") del macho para asegurarse de que el pretendiente seductor es saludable y es el correcto para el apareamiento.
Si la hembra considera que el macho no es el adecuado para aparearse, o que no le gustó la danza, o que ésta ya tiene sus huevos, podría este ser atacado y devorado por la hembra, al menos que el macho sea lo suficientemente rápido para utilizar su capacidad de saltar grandes distancias y escapar de ella.
Una vez que ha terminado todo el acto y el apareamiento, el macho va en búsqueda de otras hembras y repetirá esta danza con cuantas hembras sea posible, todo para transmitir sus genes a las siguientes generaciones.

## Alimentación
Es un arácnido que se alimenta de insectos, vivos o muertos y, de vez en cuando, se presentan casos de canibalismo.  
Tiene una excelente vista y puede lograr detectar a su presa a 20 cm de distancia, algo considerable para su tamaño.

## Nombre científico
El nombre específico de la especie —volans— significa "volar, "voladora",  ya que el mismo O. P. Cambridge indicó que la persona que le mando las muestras de Nueva Gales del Sur dijo que había visto a las arañas "en realidad utilizando sus "faldillas" como alas o soportes para mantener la longitud de sus pasos". Esto ha sido desmentido por la Australasian Arachnological Society, sin embargo el nombre se mantuvo.